# Японская оккупация Малайи, Северного Борнео и Саравака
Японская оккупация Малайи, Северного Борнео и Саравака в ходе Второй мировой войны длилась с зимы 1942 года (Операция в Голландской Ост-Индии) по лето—осень 1945 года (Борнейская операция (1945)). В это время Японская империя, под маской «освобождения» стран Востока от господства «белых» колонизаторов старалась создать собственную традиционную колониальную империю. В результате сопротивление японской оккупации возникло лишь после того, как принципы и заявленные цели захвата и «освобождения» вступили в резкое противоречие с реальным положением вещей.

## Малайя и Сингапур
Неделя обороны Сингапура завершилась 15 февраля 1942 года крупнейшей в истории капитуляцией британских войск. 23 марта 1942 года японское генеральное консульство в Сингапуре было закрыто, и военная администрация объявила, что отныне Малайя — неотъемлемая часть Японской империи. Малайя была разделена на десять провинций, а город Сингапур стал отдельной административной единицей — Сёнан. Каждой провинцией правил японский офицер или генерал со штатом военных администраторов, которые руководствовались системой, «существовавшей в провинциях Японии». Малайских султанов оставили на прежних постах, однако их лишили любой реальной власти, и даже выдававшихся англичанами окладов. В школах страны было введено обязательное обучение японскому языку, английский язык вытеснялся из употребления. Для того, чтобы жители Малайи осознали, что они теперь прямые подданные империи, 29 апреля во всех городах Малайи была проведена торжественная церемония празднования дня рождения императора. Малайцы были объявлены «расово близкими» к японцам.
Экономике Малайи был причинён большой ущерб японскими бомбардировками, а разрушения, произведённые отступающими английскими войсками, усугубили картину. Япония получала достаточно олова и каучука из Таиланда и Индонезии, и не была заинтересована в малайском олове и каучуке. Оборудование оловодобывающей и оловоплавильной промышленности, уцелевшее после боевых действий, было вывезено в Японию на переплавку, а рабочие остались без работы. Безработица поразила также каучуковые плантации и связанные с обработкой каучука отрасли. В результате прекращения ввоза продовольствия в Малайе разразился голод. Попытки оккупантов заставить малайское крестьянство увеличить производство продовольственных культур кончились неудачей: население не желало выращивать рис для японцев или продавать его за обесцененные оккупационные деньги. Спасаясь от голода, городское население и рабочие рудников (в основном — китайцы) уходили в джунгли, где расчищали небольшие участки, на которых занимались сельским хозяйством; на заброшенных плантациях разведением продовольственных культур занимались плантационные рабочие. К концу войны количество этих «скваттеров» достигло полумиллиона человек.
В январе 1943 года японское командование в Малайе подтвердило статус султанов как религиозных глав своих государств, и вернуло им прежние оклады. 3 июля 1943 года в Таиланд прибыл с государственным визитом сам премьер-министр Тодзио. Чтобы сохранить Таиланд в качестве союзника, Япония отторгла от Малайи и передала Таиланду четыре северных штата: Кедах, Келантан, Тренгану и Перлис. В июле 1943 года в Сингапуре обосновался прибывший из Германии Субхас Чандра Бос, возглавивший так называемое «Временное правительство свободной Индии». Под влиянием пропаганды Боса в сформированную им Индийскую национальную армию вступило пять тысяч индийских солдат, попавших в плен в Сингапуре. Так как движению Боса придавали большое значение в Токио, в Малайе японцы старались не возбуждать против себя сильную индийскую общину. На нижней ступени социальной лестницы в оккупированной Малайе оказались китайцы; малайцы же заняли посты, оставшиеся вакантными после бегства англичан. 
Коммунисты, которым удалось скрыться из Сингапура после его падения, ушли в горные районы Джохора, а те, что оставались в северных княжествах — в горы Перака, и уже в первые недели японской оккупации создали там партизанские отряды. Боевые группы в горах Малайи быстро росли, и к началу 1943 года в Антияпонской армии народов Малайи насчитывалось более 7 тысяч бойцов (в основном — китайцев, однако также было много индийцев и малайцев). Эта армия опиралась на поддержку подпольного Антияпонского союза Малайи, в который входило около 300 тысяч человек. Антияпонская армия имела единое командование и имела организацию регулярной армии. Отряды имели свои зоны, базы в горах и хорошо налаженную связь с городами и отделениями Антияпонского союза Малайи. С 1943 года за пределами городов власть в Малайе практически принадлежала партизанам.
В 1944 году английская разведка наладила связи с партизанами Малайи, координировала с ними действия, снабжала оружием и получала разведданные. Однако, несмотря на попытки в этом направлении, никакой власти над Антияпонской армией англичане не имели, и даже не знали, кто конкретно ею руководит. С начала 1945 года Антияпонская армия перешла от диверсий и засад к более широким операциям. Особо крупные сражения разгорелись в Джохоре, когда японские карательные отряды попытались ликвидировать партизанские базы. Вскоре в Малайе возникли освобождённые районы, ставшие базой для проведения первых социальных преобразований в стране. Летом 1945 года Антияпонская армия контролировала уже несколько городов и большую часть территории горных штатов. Когда японцы капитулировали — английских войск в Сингапуре ещё не было, и города стали заниматься вышедшими из джунглей отрядами Антияпонской армии. Эти отряды пытались наладить порядок, сформировать местные органы власти. Промежуток между уходом японцев и приходом европейцев привёл к провозглашению независимости Малайи.

## Северный Калимантан
Изначально на Северном Калимантане никакого сопротивления японским оккупантам не было. Однако прекращение обмена с другими странами вызвали нехватку предметов широкого потребления, а японцы начали сгонять население на принудительные работы, отбирать рис и другое продовольствие. Хуже всего приходилось китайцам, которые составляли тут многочисленную общину и в руках которых находилась почти вся местная торговля, однако и другие группы местного населения оказались притеснёнными. В Сараваке даяки во внутренних районах возобновили своё традиционное средневековое занятие — «охоту за головами», на этот раз — японскими.
В 1943 году на Северном Калимантане начали появляться разведчики союзных войск, установившие контакты с местным населением (главным образом — китайцами).
Население Сабаха имело традиционные исторические связи с филиппинским архипелагом Сулу, и успехи тамошнего антияпонского движения оказали большое влияние на ситуацию в Северном Борнео. Представитель европейски образованной китайской интеллигенции Альберт Куок Фэннам после контактов с лидерами партизанского движения на Сулу создал в 1943 года в Джесселтоне и его окрестностях прогоминьдановскую организацию — Ассоциацию обороны заморских китайцев, первоначально слушавшуюся американских разведчиков, убеждавших Куока терпеливо ожидать прихода союзников и ограничивать свою деятельность сбором информации. Однако недовольство китайского населения было столь велико, что радикальные элементы организации решили организовать вооружённое выступление.
Толчком к восстанию послужил слух о наборе трёх тысяч китайцев-мужчин для дорожных работ и нового контингента китайских девушек для японских публичных домов. В ночь на 10 октября 1943 года более сотни китайцев, вооружённых холодным оружием, поддержанные флотилией прау с островов Сулу, ворвались в Джесселтон из соседних деревень, где сосредоточились силы Куока. Японский гарнизон был перебит, окрестности города — освобождены. Однако японское командование немедленно подтянуло силы из внутренних районов и начало систематические бомбардировки города. В этой обстановке повстанцы растерялись и, вместо того, чтобы перейти к партизанской борьбе, бросили силы на неудачный штурм прибрежного городка Кота-Белуд, после чего рассеялись по деревням, тщетно ожидая помощи с Сулу.
Японцы начали методично прочёсывать деревни вокруг Джесселтона, выдавливая повстанцев и репрессируя мирных жителей. Надеясь прекратить страдания мирного населения, Куок 19 декабря сдался японским властям, однако те продолжили образцово-показательные наказания, а 21 января 1944 года Куок и 175 повстанцев были обезглавлены; 130 человек были отправлены на Лабуан, где все кроме девяти погибли в концлагере.
Неудачи не сломили населения Сабаха, и на 13 апреля 1944 года было запланировано новое выступление, однако из-за предательства японцы узнали о планировавшемся восстании и арестовали его руководителей. Последовали массовые репрессии, особенно жестокие на прибрежных островах, где было перебито всё мужское население.
К 1945 году японский контингент на Северном Калимантане был значительно усилен, и когда союзники начали освобождение Калимантана, японские войска оказали им упорное сопротивление, отказавшись сдаваться даже после официальной капитуляции Японии. Лишь 11 сентября австралийцы вошли в Кучинг, 23 сентября — в Джесселтон. Сандакан был оставлен японцами лишь 19 октября 1945 года.